# Herman Celis
Herman Celis (Mortsel, 20 mei 1953 – Antwerpen, 12 mei 2021) was een Belgisch muzikant.

## Levensloop
Celis was onder meer actief als drummer bij de Belgische newwaveband 2 Belgen, alwaar hij meewerkte aan de albums 2 Belgen en Sousmasking. Midden jaren 80 verliet hij de band, alwaar hij werd opgevolgd door Tank of Danzig-drummer Ulrich Krämer. Vervolgens was Celis kortstondig actief bij de band Nacht und Nebel.